# Château d'Hever
Le château d'Hever est localisé dans le village d'Hever, près d'Edenbridge, dans le Kent, à environ 48 km de Londres.
Il fut édifié au XIIIe siècle. De 1462 à 1539, il fut la propriété de la famille Boleyn. Lady Anne Boleyn, seconde épouse du roi d'Angleterre Henri VIII, y passa son enfance. Son père, Thomas Boleyn, en hérita à la mort de sir William Boleyn.
Par la suite, après la mort de la reine Anne et la disgrâce de la famille, le château devint la propriété d'Henri VIII, qui l'offrit à sa quatrième épouse, Anne de Clèves.

## Histoire
Le château connut plusieurs périodes de constructions. La plus ancienne partie date en effet des environs de 1270. Une seconde campagne de construction a lieu sous Geoffrey Boleyn, en 1462. La demeure, jusqu'alors quelque peu rustique, se transforme en manoir. Quant à la dernière phase de chantier, elle date du XXe siècle, et a permis la restauration de certaines parties du manoir, et ce, grâce au milliardaire William Waldorf Astor.
Thomas Boleyn hérite du château de ses ancêtres en 1505, à la mort de son père, William. Il s'installe alors dans la propriété avec son épouse, Lady Elizabeth Howard, et leurs trois enfants, George, Mary et Anne. On ignore si la future reine a vu le jour au château, du fait de l'incertitude de son année de naissance. Cependant, il est avéré qu'elle y passa sa jeunesse, et que le souvenir du manoir familial restera présent chez elle.
Après l'exécution d'Anne Boleyn et de George Boleyn, Thomas Boleyn, tombé en disgrâce retourne vivre en sa demeure, loin de la cour. Il y mourra en 1539. Le château est alors rattaché à la couronne et l'année suivante, en 1540, le roi Henri VIII en fait don à sa quatrième épouse, Anne de Clèves, après l'annulation de leur mariage. Le roi, pour autant, y fera quelques séjours.
En 2005, le château d'Hever était le lieu d'un vidéoclip de Libera.

## Le château aujourd'hui
Le château d'Hever est aujourd'hui un lieu des plus touristiques de Grande-Bretagne. En effet, si l'histoire de ses propriétaires a assuré sa postérité, le fait que le manoir soit l'un des rares édifices encore existants de l'époque d'Henri VIII en fait une demeure historique à part entière. La chambre seigneuriale est ainsi le dernier vestige des chambres à coucher sous le monarque de la dynastie des Tudor. Ce dernier, durant ses séjours au château, y installera d'ailleurs ses appartements. Bien que des demeures royales telles que le palais de Whitehall demeurent encore, ces dernières ont subi de nombreuses modifications lors des règnes suivants. Hever apparait donc comme un des quelques témoins subsistants encore, de ce grand siècle anglais.
À cela, le château invite également le visiteur à se promener au sein de la propriété, dotée de somptueux jardins et parterres fleuris, et à découvrir ses nombreuses dépendances.

## Source
- (en) Cet article est partiellement ou en totalité issu de l’article de Wikipédia en anglais intitulé « Hever Castle » (voir la liste des auteurs).